# 子兰
子兰（?—?），芈姓，熊氏，中国战国时期楚国的公子，楚怀王的儿子。
前299年，楚怀王要求秦国与秦昭襄王会盟，屈原、昭雎极力反对，而子兰极力赞成，说：“柰何绝秦之驩心！”最后楚怀王听从了子兰的意见，到秦国被秦昭襄王扣留，直到三年后死去。楚顷襄王即位，以子兰为令尹。子兰与大夫靳尚诬陷屈原，使屈原被流放到沅、湘一带。
顷襄王七年，楚顷襄王因其劝怀王入秦而不返，免令尹之职，以子椒接任，后病死。
子蘭曾任上官邑大夫，子孫以上官為姓氏。